# 卡斯提爾的碧翠絲 (1242-1303)
卡斯提爾的碧翠絲（西班牙語：Beatriz de Castilla，約1242年—1303年10月27日），葡萄牙王后，卡斯提爾國王阿方索十世的私生女。

## 家庭
1253年，碧翠絲與葡萄牙國王阿方索三世結婚，兩人共有2子3女：
1. 布蘭卡（英语：Blanche of Portugal (1259–1321)）（1259年—1321）
2. 迪尼什（1261年—1325年）
3. 阿方索（英语：Afonso of Portugal, Lord of Portalegre）（1263年—1312年）
4. 珊查（英语：Sancha of Portugal (born 1264)）（1264年—1302年）
5. 瑪麗亞（英语：Maria of Portugal (nun)）（1264年—1304年）